# NGC 4446
NGC 4446 في الفهرس العام الجديد، هي مجرة، تقع في كوكبة الهلبة. اكتشفت في 17 أبريل 1887 بواسطة لويس سويفت.

## روابط خارجية
- NGC 4446 على موقع ويكي سكاي: DSS2, SDSS, GALEX, IRAS, Hydrogen α, X-Ray, Astrophoto, Sky Map, Articles and images